# Lijst van darkrides in Japan
Lijst van (gedeeltelijke) darkrides als pretparkattractie in Japan.
| Naam                                                | Locatie                 | Opening (sluiting)             | Afbeelding |
| --------------------------------------------------- | ----------------------- | ------------------------------ | ---------- |
| Buzz Lightyear's Astro Blasters                     | Tokyo Disneyland        | 2004                           |            |
| E.T. Adventure                                      | Universal Studios Japan | 2001 (Opening) 2009 (Sluiting) |            |
| Harry Potter and the Forbidden Journey              | Universal Studios Japan | 2014                           |            |
| Haunted Mansion                                     | Tokyo Disneyland        | 1983                           |            |
| Indiana Jones Adventure:Temple of the Crystal Skull | Tokyo DisneySea         | 2001                           |            |
| It's a Small World                                  | Tokyo Disneyland        | 1983                           |            |
| Jaws: The Ride                                      | Universal Studios Japan | 2001                           |            |
| Journey to the Center of the Earth                  | Tokyo DisneySea         | 2001                           |            |
| Jurassic Park: The Ride                             | Universal Studios Japan | 2001                           |            |
| Mario Kart: Koopa's Challenge                       | Universal Studios Japan | 2021                           |            |
| Monsters, Inc. Ride & Go Seek                       | Tokyo Disneyland        | 2009                           |            |
| Peter Pan's Flight                                  | Tokyo Disneyland        | 1983                           |            |
| Pirates of the Caribbean                            | Tokyo Disneyland        | 1983                           |            |
| Pooh's Hunny Hunt                                   | Tokyo Disneyland        | 2000                           |            |
| Roger Rabbit's Car Toon Spin                        | Tokyo Disneyland        | 1996                           |            |
| Snow White's Scary Adventures                       | Tokyo Disneyland        | 1983                           |            |
| Splash Mountain                                     | Tokyo Disneyland        | 1992                           |            |
| The Amazing Adventures of Spider-Man                | Universal Studios Japan | 2004                           |            |
| Toy Story Midway Mania!                             | Tokyo DisneySea         | 2012                           |            |

Categorie · Afbeeldingen